# Parafia św. Michała Archanioła w Mszanie Dolnej
Parafia Świętego Michała Archanioła w Mszanie Dolnej – parafia należąca do dekanatu Mszana Dolna (archidiecezji krakowskiej). Została utworzona w 1350. Mieści się przy ulicy Jana Pawła II. Swoim zasięgiem obejmuje wiernych z miejscowości: Mszana Dolna, Łostówka oraz Mszana Górna (częściowo).
Odpust parafialny obchodzony jest dwukrotnie:
- w niedzielę po Zesłaniu Ducha Świętego – święto Trójcy Przenajświętszej;
- w ostatnią niedzielę września – święto Michała Archanioła.

Nadzór nad parafią sprawują księża diecezjalni a pomagają im siostry Franciszkanki Rodziny Maryi. Proboszczem jest ks. Jan Antoł.
Funkcję kościoła parafialnego pełni neogotycki kościół pw. św. Michała Archanioła, zbudowany w latach 1900–1901.

## Historia
Początki istnienia Mszany Dolnej sięgają XIII wieku, a już w 1345 została ona oficjalnie ulokowana przez Kazimierza Wielkiego, który ufundował we wsi parafię i wyznaczył uposażenie dla kościoła i probostwa. Początkowo parafia otrzymała wezwanie Wniebowzięcia Najświętszej Maryi Panny i taki patronat miały dwie pierwsze świątynie w Mszanie: XIV-wieczna, ufundowana przez rodzinę Pieniążków, oraz zbudowana w 1710, po tym jak w czasie potopu szwedzkiego Mszana całkowicie spłonęła. Pod koniec XVII wieku patronem parafii został Archanioł Michał.
W latach 1891–1901 zbudowano obecny kościół parafialny.
W 2005 z części parafii św. Michała Archanioła wydzielono nową parafię pw. Miłosierdzia Bożego.

## Proboszczowie i administratorzy parafii mszańskiej
- ks. Mathias de Jasło, 1536–1570
- ks. Rafał Czachurowski, 1570–1593
- ks. Rafał Rzuchowski, 1593–1595
- ks. Grzegorz Maciej, 1595–1600
- ks. Szymon Choryński, 1600–1602
- ks. Jan Frączkowicz, 1602–1612
- ks. Jan Skrobkiewicz
- ks. Jan Rakowski
- ks. Gabriel Morenda
- ks. Jakub Górski, 1622–1642
- ks. Jan Bełza, 1642–1683
- ks. Stanisław Jodłowski, 17 kwietnia 1684–1710
- ks. Józef Jordan, 1710–1718
- ks. Andrzej Budziński, 1718–1750
- ks. Marcin Sławski, 1750–1757
- ks. Józef Mazurkiewicz, 8 października 1757–1802
- ks. Kwiryn Domaradzki, 1802–1821
- ks. Ignacy Bielański, 1823–1830
- ks. Jakub Urbanek, 1835–1874
- ks. Jan Borowski, 1874–1878
- ks. prałat Wincenty Jankowski,1878–29 stycznia 1917
- ks. Jan Zięba, styczeń 1917–maj 1917
- ks. Józef Stabrawa, 1 czerwca 1917–1941
- ks. Piotr Wykurz, administrator: 1941–1942
- ks. infułat Teofil Skalski, 26 września 1942 – 12 kwietnia 1958
- ks. prałat Mieczysław Noworyta, 18 kwietnia 1958 – 25 lutego 1979
- ks. kan. Antoni Pawlita, 24 czerwca 1979 – 2002
- ks. kan. Zdzisław Balon, 2002–2007
- ks. kan. Jerzy Raźny, 2007–2024[1]
- ks. kan. Jan Antoł, od 2024[1]